# Hemming Gadh

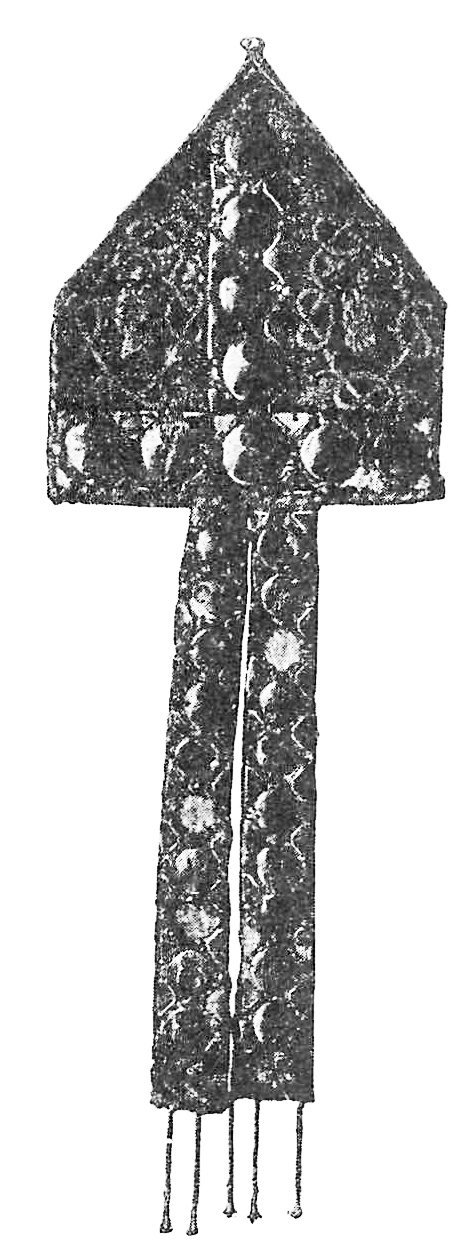
Linköpinger Bischofshut im 15. Jahrhundert

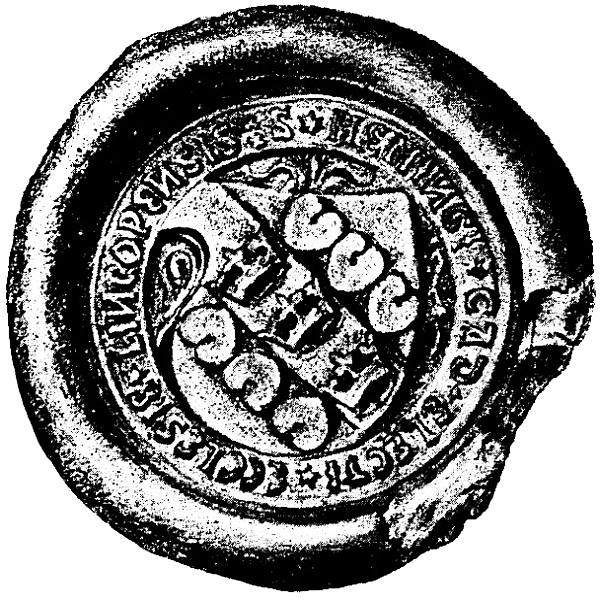
Hemming Gadhs Siegel 1501

Hemming Olofsson Gadh (* um 1450 in Hossmo, Kalmar Len, Schweden; † 17. Dezember 1520 bei der Burg Raseborg) war ein schwedischer Geistlicher und Politiker.

## Leben
Er studierte ab 1471 an der Universität Rostock und wurde dort im Wintersemester 1473/1474 Baccalaureus. Nach seiner Heimkehr war er Kanzler beim Bischof von Linköping und wurde 1479 vom Reichsverweser Sten Sture dem Älteren nach Rom gesandt, um dort die schwedischen Interessen bei der römischen Kurie in dem langwierigen Prozess um die ursprünglich vereinbarte schwedische Morgengabe der Königin Dorothea zu vertreten. (Königin Dorothea sollte Värmland und Örebro erhalten, was Sten Sture nicht den Dänen übergeben wollte.) Der Prozess endete erst, als ihr Sohn Johann König wurde und den Prozess beendete. Gadhs wichtigste Aufgabe war es, Dänemark und dem Unionskönig entgegenzuarbeiten. Bald nach seiner Rückkehr wurde er 1481 erneut nach Rom beordert, wo er bis 1500 blieb. Er studierte dort, wurde um 1485 Magister, vor 1492 Lizenziat im Kanonischen Recht und zwischen 1494 und 1496 promoviert. 1492 wurde er Kammerherr des Papstes Alexander VI. und 1494 oder 1495 in Abwesenheit Kanoniker in Linköping.
Aufgrund seiner diplomatischen Geschicklichkeit erhielt Gadh viele Präbende in Schweden und die Stellung eines Dompropstes in Linköping. Er hatte großen Einfluss beim einfachen Volk, und er unterstützte die Familie Sture darin, weiterhin führende Machtpositionen in Schweden zu besetzen, um nötigenfalls mit allen Mitteln einen Krieg gegen Dänemark zu führen. Als es zum Aufstand kam, schloss er sich Sten Sture dem Älteren und Svante Sture an. Aus dieser Verbindung zog er auch persönlichen Nutzen. Er wurde im Januar 1501 zum Bischof von Linköping gewählt, erhielt aber nie die päpstliche Bestätigung und die Bischofsweihe, wahrscheinlich, weil er, verschuldet wie er war, nicht innerhalb von drei Monaten um die mit der Entrichtung von Annaten verbundene Bestätigung des Papstes nachgesucht hatte. So blieb er immer nur ein Electus. Als Sten Sture gestorben war, sorgte Gadh dafür, dass Svante Sture Reichsverweser wurde. Unter Svante Stures Regierung war es Gadh, der tatsächlich die Politik bestimmte. Allerdings hatte er mit massivem Widerstand der unionsfreundlichen Kräfte, vor allem der Geistlichkeit mit Erzbischof Jakob Ulfsson an der Spitze und seinem späteren Nachfolger Hans Brask zu kämpfen. Papst Julius II. drohte ihm den Bann an, wenn er nicht den Bischofsstuhl von Linköping räumte. Trotz dieser Drohung und einer entsprechenden Ermahnung des schwedischen Reichsrates blieb er in seinem Amt und wurde 1506 von Papst Julius gebannt, weil er sich die Einnahmen des Bischofsstuhls weiterhin angeeignet hatte. Der vom Papst ausersehene Jacobus Arborensis wurde jedoch niemals Bischof in Linköping. Als das päpstliche Schreiben kam, war Gadh bei Kalmar mit Kämpfen gegen die Dänen beschäftigt, die er von 1506 bis 1509 leitete. Die Einnahme Kalmars 1506 gab ihm die Möglichkeit, seinen Gegnern zu trotzen.
Der 1509 angestrebte Frieden von Kopenhagen war nicht in seinem Sinne, und er unternahm alles, damit er gebrochen würde. So wirkte er an dem Bündnis zwischen Schweden und Lübeck gegen König Johann I. (König Hans) mit. Von 1510 bis 1512 hielt er sich als schwedischer Agent in Lübeck auf. Bei seiner Rückkehr war Svante Sture gestorben, und unter dessen Nachfolger Sten Sture dem Jüngeren änderten sich die politischen Verhältnisse zu Ungunsten Gadhs; sein Einfluss schwand beträchtlich. Er verlor 1513 schließlich das Bistum Linköping, wo Hans Brask Bischof wurde. Gadh wurde anlässlich der Verhandlungen Christians II. mit Sten Sture mit fünf weiteren Edlen 1518 als Geisel an König Christian übergeben und von ihm nach Dänemark verbracht. Nach einer Weile bekam Sten Sture den Verdacht, dass Gadh mit dem König gemeinsame Sache mache, und beschlagnahmte Ende des Jahres 1518 dessen gesamtes Vermögen in Schweden. Trotz dieser schweren Enttäuschung gibt es bis zum Tode Sten Stures keinerlei Anzeichen dafür, dass Gadh seine politische Haltung gegenüber Dänemark geändert hätte. Erst danach schien ihm der Widerstand gegen Christian II. sinnlos geworden. Als König Christian 1520 mit einem großen Heer nach Schweden kam, trat Gadh als Parteigänger Dänemarks auf. So rief er die Stadt Stockholm dazu auf, vor Christian II. kapitulieren. Doch der König vertraute dem früheren Dänenhasser nicht. Er sandte ihn zu einer diplomatischen Mission nach Finnland. Nach dem Blutbad von Stockholm sandte Christian dann Boten dorthin, Gadh zu töten. So wurde er auf Befehl des Königs ohne Untersuchung oder Urteil bei der Burg Raseborg geköpft.

## Rezeption
Die moderne Forschung stellt einen Zusammenhang zwischen Gadh und der Ermordung des Bockstensmannes 1491 her.